# Юрій Михайло Федорович
Миха́йло Фе́дорович Юрі́й (н. 11.01.1951) — доктор історичних наук, професор кафедри соціально-гуманітарних наук та права Чернівецького торговельно-економічного інституту Київського національного торговельно-економічного університету.
Закінчив у 1976 р. Чернівецький державний університет ім. Ю.Федьковича, спеціальність «Історія». Навчаючись на вечірньому відділенні історичного факультету, працював учителем історії у Чернівецькій СШ № 36.
З 1978 по 1989 р. р. навчався заочно, спочатку в аспірантурі, а потім — докторантурі Московського історико-архівного інституту. У 1982 захистив кандидатську дисертацію на тему «Центральний військово-промисловий комітет в період Першої світової війни», а в 1990 р. — докторську: «Буржуазні військово-громадські організації в період Першої світової війни».
У 1992 р. присвоєно звання професора, у 1998 р. — обрано академіком АН Вищої школи України, в 2003 за наукові здобутки нагороджено медаллю ім. Ярослава Мудрого, а в 2008 р. присуджено звання «Заслужений діяч науки і техніки України».
Юрій Михайло Федорович протягом всієї своєї діяльності займається методологією історії, проблемами ментальностей, влади, особливостями соціокультурного і цивілізаційного пізнання, трансформуючи їх на історію України, показуючи місце нашої держави як самостійної цивілізації серед інших цивілізацій.
М. Ф. Юрій є одним з ведучих авторів фундаментальних колективних монографічних досліджень «Україна: цивілізаційне пізнання» у двох книгах: «Україна найдавнішого часу — XVIII століття: цивілізаційний контекст пізнання» та «Україна ХІХ — початку ХХІ століття: цивілізаційний контекст пізнання», «Українська культура: цивілізаційний вимір» та «Ментальний вимір української цивілізації». Автор обґрунтовує переваги цивілізаційного підходу до наукового осмислення історії України, дає характеристику базового і модернізаційного рівнів культури українського соціуму, прослідковує формування самодостатнього рівня культури з подальшим становленням цивілізаційних особливостей України, з'ясовує особливості локальних і регіональних цивілізацій, висвітлює трансформаційні процеси в ході відновлення і розбудови державної незалежності України, її міжнародного визнання, визначення зовнішньополітичних орієнтирів, проаналізований соціокультурний та економічний менталітет українського народу і його вплив на ринкові перетворення, показано суперечливий характер подолання феодальних стереотипів в українському суспільстві в постмодерністських умовах, охарактеризовано східноцивілізаційну складову соціокультурного розвитку українського соціуму, прояви маніхейства і візантизму; сформовано низку пропозицій та рекомендацій, спрямованих на подальше цивілізаційне пізнання історії України. Загальний творчий внесок М. Ф. Юрія майже 350 наукових праць, у тому числі 36 індивідуальних монографій, підручників і навчальних посібників для студентів України, розділів у колективних монографіях, зокрема, фундаментальна монографія «Соціокультурний світ України» (2003), яка у 2006 р. була представлена на здобуття Державної премії України в галузі науки і техніки. З підручників можна назвати «Основи політології» (2003), «Політологія» (2004), «Соціологія» (2004), «Релігієзнавство» (2006).
Коло наукових інтересів М. Ф. Юрія досить широке, але провідне місце в ньому посідають методологія історії, історіософія і цивілізаційні процеси, місце в них Української держави.
Вся наукова діяльність пов'язана з освітою, де реалізуються наукові інтереси і освітянська робота, в процесі якої пропагується серед студентської молоді ідеї гуманізації, формування історичної та національної свідомості, показується місце української цивілізації серед інших цивілізацій світу.
| Володимир Вернадський | Це незавершена стаття про українського науковця. Ви можете допомогти проєкту, виправивши або дописавши її. |